# Korjakengebergte
Het Korjakengebergte of Korjakenhoogland (Russisch: Корякское нагорье; Korjakskoje nagorje) ligt in het Russische Verre Oosten, het uiterste oosten van Rusland.
Daar grenst het als deel van het Oost-Siberisch Bergland in het noorden aan het Laagland van Anadyr. In het oosten reikt het tot aan de Beringzee, in het zuiden sluit het aan op het Kamtsjatkaanse Centraal Gebergte, waarmee het samen onderdeel vormt van de "Ring van Vuur". In het westen gaat het via enkele hooglandgebieden over in het Kolymagebergte. Er is amper bewoning op het 750 kilometer lange hooggebergte dat pieken heeft tot 2562 meter (de Ledjanaja). In het Korjakengebergte ontspringen onder andere de rivieren Velikaja, Chatyrka, Majn, Apoeka en Vyvenka.